# 探究
探究（たんきゅう、英: inquiry）は、知識を論証すること、疑念を解消すること、ないしは問題解決をすることという目的のある思考過程のことである。探究理論は、さまざまなタイプの探究および各タイプの探究がその目的を達成する方法の取り扱いについての説明である。